# Homoneura laxifrons
Homoneura laxifrons är en tvåvingeart som beskrevs av Charles Howard Curran 1938. Homoneura laxifrons ingår i släktet Homoneura och familjen lövflugor.
Artens utbredningsområde är Zimbabwe. Inga underarter finns listade i Catalogue of Life.